# Estampon
Der Estampon ist ein Fluss in Frankreich, der überwiegend in der Region Nouvelle-Aquitaine verläuft. Er entspringt im Gabardan, einer Landschaft der historischen Provinz Armagnac, im Gemeindegebiet von Parleboscq. Der Estampon entwässert in seinem Oberlauf unter dem Namen Grand Canal du Marais eine Fülle von kleinen Wasserläufen, fließt dabei anfangs in nordwestlicher Richtung, dreht dann auf West und Südwest und mündet nach insgesamt rund 52 Kilometern in Roquefort als rechter Nebenfluss in die Douze.
Auf seinem Weg durchquert der Estampon das Département Landes und berührt auch kurz das benachbarte Département Gers in der Region Okzitanien.

## Orte am Fluss
- Gabarret
- Herré
- Roquefort